# Audan Isatai
Der Audan Isatai (kasachisch Исатай ауданы Isatai audany, russisch Исатайский район Issataiski rajon) ist ein Bezirk im Gebiet Atyrau in Kasachstan.

## Geografie
Der Audan Isatai liegt im Westen Kasachstans im Gebiet Atyrau. Im Norden grenzt er an den Audan Schangaqala in Westkasachstan und den Audan Inder, im Osten an den Audan Machambet und im Westen an den Audan Qurmanghasy. Der Bezirk liegt westlich des Flusses Ural, der die geografische Grenze zwischen Asien und Europa darstellt und somit vollständig in Europa.
Im Süden hat der Bezirk eine Küste am Kaspischen Meer. Die Landschaft ist flach, der Bezirk liegt in der Kaspischen Senke und damit mehrere Meter unter dem Meeresspiegel. Ein Großteil ist von der Ryn-Wüste, einer Sandwüste mit zahlreichen Dünen, bedeckt. Im Osten des Bezirks liegt der Schaltyr-See, ein ausgetrockneter Salzsee. Im südöstlichen Teil des Bezirks, nahe der Küste des Kaspischen Meeres, gibt es Ölfelder.

## Geschichte
Der Bezirk wurde am 17. Januar 1928 als Rajon Nowobogat als einer von sechs Bezirken des neu geschaffenen Okrug Gurjew gegründet. Bereits zwei Jahre später wurde er am 23. Juli 1930 durch Beschluss des Allrussischen Zentralen Exekutivkomitees wieder aufgelöst. Der Rajon Jesbol, der Rajon Nowobogat und der Rajon Jamanchala schlossen sich zum Rajon Gurjew zusammen, dessen Zentrum die Stadt Gurjew (heute Atyrau) wurde. Kurzzeitig war der Rajon Gurjew Teil der Region Westkasachstan. 
Ab 1938 war der heutige Bezirk Bestandteil des Rajon Baksai der neu gegründeten Oblast Gurjew. Im Oktober 1939 wurden die westlichen Teile des Rajon Baksai abgespalten und der Rajon Nowobogat erneut gegründet. Am 14. November 1957 dieser jedoch wieder aufgelöst und sein Territorium dem Rajon Baksai angegliedert. Zwischen 1977 und 1988 existierte der Rajon Nowobogat erneut.
1990 wurde der Bezirk wieder gegründet; seitdem trägt er den Namen Issatai. Benannt ist er nach Issatai Taimanuly, einem kasachischen Widerstandskämpfer des 19. Jahrhunderts.

## Bevölkerung
Bei der Volkszählung 1999 hatte der Audan Isatai 21.711 Einwohner. Die Volkszählung 2009 ergab für den Bezirk eine Einwohnerzahl von 24.643. Bei der letzten Volkszählung 2021 lebten 26.440 Menschen im Audan Isatai. Die Fortschreibung der Bevölkerungszahl ergab zum 1. Januar 2025 eine Einwohnerzahl von 26.194.
| Einwohnerentwicklung               | Einwohnerentwicklung | Einwohnerentwicklung | Einwohnerentwicklung | Einwohnerentwicklung | Einwohnerentwicklung | Einwohnerentwicklung | Einwohnerentwicklung |
| 1979                               | 1999                 | 2009                 | 2021                 |                      |                      |                      |                      |
| ---------------------------------- | -------------------- | -------------------- | -------------------- | -------------------- | -------------------- | -------------------- | -------------------- |
| 21.482                             | 21.711               | 24.643               | 26.440               |                      |                      |                      |                      |
| Anmerkung: Volkszählungsergebnisse |                      |                      |                      |                      |                      |                      |                      |

## Verwaltungsgliederung
Der Audan Isatai ist in sieben ländliche Bezirke (kasachisch Ауылдық округ Auyldyq okrug; russisch Сельский округ Selski okrug) gegliedert (Stand: 2021).
| Ländlicher Kreis | Einwohner | Einwohner | Orte                                      |
| Ländlicher Kreis | 2009      | 2021      | Orte                                      |
| ---------------- | --------- | --------- | ----------------------------------------- |
| Aqqystau         | 8.651     | 10.267    | Aqqystau, Örken                           |
| Schanbai         | 3.036     | 3.231     | Schanbai                                  |
| Sineden          | 1.249     | 1.278     | Amangeldi, Sineden                        |
| Issatai          | 1.501     | 1.466     | Issatai                                   |
| Naryn            | 1.294     | 1.145     | Naryn, Schanga Schanbai, Myngtöbe         |
| Qamysqala        | 3.895     | 3.897     | Auqairan, Chamit Jerghalijew, Schasqairat |
| Tuschtschykudyq  | 5.017     | 5.156     | Aibas, Qysylüi, Tuschtschykudyq           |